# Huis Supplinburg
Het Huis Supplinburg was een adellijke dynastie, die teruggaat tot keizer Lotharius III van het Heilige Roomse Rijk (1133-1137). Deze tak is genoemd naar het plaatsje  Süpplingenburg in Nedersaksen, Duitsland.
De dynastie was maar een kort bestaan beschoren. Bij zijn vrouw Richenza van Northeim had keizer Lotharius maar één overlevend kind, een dochter Gertrude. Om de steun van de Welfen voor zijn keizersverkiezing te verzekeren, liet Lotharius Gertrude trouwen met Hendrik X van Beieren. Hun zoon was Hendrik de Leeuw.